# Chiesa di San Giuliano (Palermo)
La chiesa di San Giuliano e il monastero dell'Ordine Teatino sotto il titolo dell'«Immacolata Concezione» costituivano un aggregato monumentale adiacente alla via Maqueda, sull'area corrispondente all'attuale Teatro Massimo, nel centro storico della città di Palermo.

## Storia

### Epoca aragonese
La primitiva Confraternita di San Giuliano è attestata nella chiesa eponima nel 1346.

### Epoca spagnola

#### Antica chiesa di San Giuliano
Solo nel 1640 è costituito il primo gruppo di giovani donne orfane e povere ospitate presso una dama pia e caritatevole in via dei Gipponari, signora che garantiva loro assistenza economica e religiosa. Nel volgere di pochi anni il primitivo gruppo conventuale fu trasferito a "Casa ai Miracoli", poi a "Casa ai Divisi", in seguito in una Casa contigua alla chiesa di San Giovanni alla Guilla dei Cavalieri Gerosolimitani, infine presso una Casa prossima alla chiesa di San Giuliano.
L'incremento del numero delle discepole avrebbe comportato una eventuale ripartizione con sistemazione nei vicini locali del monastero di San Vito delle religiose francescane del Terz'ordine. L'insediamento nel tempio alimentò la diatriba con le religiose dell'Ordine francescano del vicino monastero delle Stimmate per il possesso delle medesime strutture contese, frizioni giustificate dal crescente numero di aspiranti novizie ambo le istituzioni. Le autorità religiose e civili appoggiano, sostengono e confermano il diritto della comunità a mantenere la sede.
Nel 1647 è effettuata la nomina delle prime 50 vergini scalze presso la chiesa di San Giuseppe dei Teatini. Nello stesso anno col patrocinio e il sostegno economico di Francesca d'Aragona, principessa di Roccafiorita, prende avvio l'intento di fondare il monastero gestito con la regola teatina, piano che prevede la fabbrica della struttura accanto alla chiesa di San Giuliano. Nel 1648 il sodalizio di religiose prese possesso della chiesa di San Giuliano. Il 5 marzo 1651, nonostante la morte della nobildonna, con licenza dell'arcivescovo Martín de León Cárdenas è avviata la costruzione. La vecchia chiesa se pur ulteriormente abbellita, rimase inglobata nel chiostro del nascente monastero.
Attraverso la mediazione degli arcivescovi Juan Lozano e Giacomo Palafox y Cardona, è richiesta la concessione della clausura riconosciuta da Papa Innocenzo XI e confermata da bolla pontificia del 27 ottobre 1677.

#### Nuova chiesa di San Giuliano
Nel 1669 è concessa l'autorizzazione e prendono avvio i lavori per la costruzione della nuova chiesa di San Giuliano. La costruzione e l'istituzione attigua sono visitate da Carlo II nel 1680, l'evento è ricordato con la collocazione di una statua raffigurante il sovrano in un ambiente del monastero.

### Epoca borbonica
Nel 1756 l'apertura straordinaria consentì molti cittadini di essere ammessi eccezionalmente nel "belvedere" della cupola che permetteva di ammirare dall'alto lo stupendo panorama da un punto di vista privilegiato sulla capitale del regno.

### Demolizione
Già in epoca borbonica c'era la volontà di dotare Palermo di un nuovo, spazioso e moderno teatro d'opera, tanto che nel 1859 era stata individuata un'area di piazza Marina come sede del nuovo edificio, da intitolare a Ferdinando II di Borbone.
Nel 1875 seguì la demolizione per consentire la costruzione del Teatro Massimo. Dopo l'Unità d'Italia il consiglio comunale identificò l'area nella zona di Porta Maqueda, procedendo con l'esproprio dei terreni ove sorgevano molte chiese e monasteri: la chiesa di San Francesco delle Stimmate e il monastero delle Clarisse, la chiesa di San Giuliano e il monastero dell'Ordine Teatino sotto il titolo dell'«Immacolata Concezione», la chiesa di Sant'Agata delle Scorruggie alle Mura - sorta sull'area ove era documentata la casa di Sant'Agata, la chiesa di Santa Marta.

## Architettura
L'edificio presentava la facciata con pietre d'intaglio e statue progettata da Paolo Amato nel 1756, un impianto e cupola ellittica che, per altezza e diametro, primeggiava su quelle di tutte le altre chiese di Palermo. Una scala conduceva al lanternino che consentiva l'accesso al belvedere sommitale delimitato da ringhiera di ferro. Da questa posizione le religiose potevano godere la vista di tutta la città, spaziando dalla campagna al mare, senza infrangere le rigorose regole imposte dalla clausura.
Perfezionata in tutte le sue parti, fu aperta al culto nel 1751. L'intero complesso fu completato solo nella prima metà degli anni sessanta, coevo alla realizzazione della loggia del chiesa del Santissimo Salvatore, opera dello stesso artista. Entrambe le architetture ispireranno un ventennio più tardi la futura cupola della cattedrale. L'interno era caratterizzato da quattro coretti e dai mausolei di Michele Schiavo, vescovo di Mazara, e del fratello Domenico Schiavo, canonico della cattedrale, manufatti marmorei opere di Ignazio Marabitti.
Con la demolizione i due mausolei sono stati trasferiti negli ambienti del Cappellone di Nostra Signora del Rosario, ubicati nel transetto sinistro della chiesa di San Domenico.

## Confraternita di San Giuliano
Fondazione del sodalizio 1346.

## Monastero
- 1651, Avvio della costruzione del futuro monastero.[2]
- 1667, Con la concessione della clausura è canonicamente eretto il monastero delle religiose dell'Ordine Teatino sotto il titolo dell'«Immacolata Concezione».[2]